# Witte schotelkorst
De witte schotelkorst (Lecanora chlarotera) is een korstmos uit de familie Lecanoraceae. Hij leeft op stammen en takken van loofbomen met een min of meer gladde schors (vooral berk, esdoorn, es, els, eik, lijsterbes, populier en walnoot). Ook komt hij regelmatig voor op dood, verweerd hout. Zeldzaam komt hij ook voor op oude bakstenen muren. Hij gedijt goed in open terrein en is daarom vooral op wegbomen, laanbomen en tuinbomen te vinden.

## Kenmerken
Uiterlijke kenmerken
Het thallus is lichtgrijs of gebroken wit van kleur, maar kan soms ook zijn verkleurd naar bruinachtig of groenachtig. Het oppervlak is grofkorrelig, wrattig of glad. Het thallus is meestal dik en minder vaak dun. Ook is het soms in areolen verdeeld. 
De apothecia hebben een doorsnede van 0,5 tot 3 mm en zijn doorgaans aanwezig. De kleur is bleekgeel tot kastanjebruin. De rand is duidelijk zichtbaar, onregelmatig gevormd en heeft dezelfde kleur als het thallus. Soralen of isidiën zijn niet aanwezig.
Het thallus kan door diverse parasitaire schimmels worden geïnfecteerd.
De witte schotelkorst vertoont de volgende kenmerkende kleurreacties: K+ (geel), C-, KC-, P- of P+ (geel) of bleekoranje tot rood.
Microscopische kenmerken
De ascosporen worden gevormd in apothecia en zijn eencellig, kleurloos, ellipsvormig, recht en hebben een grootte van 13,5-15 × 6-7 µm en hun wanddikte is minder dan 1 µm.

## Verwarrende soorten
Hij kan worden verward met:
- Melige schotelkorst (Lecanora carpinea), maar deze heeft een berijping over de apothecia.
- Bosschotelkorst (Lecanora argentata), maar deze heeft een iets donkere schijf in de apothecia.
- Donkere schotelkorst (Lecanora horiza), maar deze heeft een iets donkere schijf in de apothecia.
- Eikenschotelkorst (Lecanora pulicaris), maar deze heeft kleinere apothecia.

## Verspreiding
Het verspreidingsgebied omvat alle continenten behalve Antarctica en Australië. In Nederland komt hij vrij algemeen voor door het hele land.